# قندکافت بی‌هوازی
قندکافت بی‌هوازی عبارت است از دگرگونی گلوکز به اسید لاکتیک در حالی که مقدار اندکی اکسیژن در دسترس باشد. قندکافت بی‌هوازی ابزاری مؤثر در تولید شدید انرژی در بازهٔ زمانی کوتاه ۱۰ ثانیه تا ۲ دقیقه است. سازوکار قندکافت بی هوازی در بازهٔ ۱۰ تا ۳۰ ثانیه بر بدن غالب می‌شود و به ازای هر مولکول گلوکز، دو مولکول‌های ATP یا ۵ درصد انرژی پتانسیل گلوکز (۳۸ ATP) را تولید می‌کند. سرعتی که در آن ATP تولید می‌شود ۱۰۰ برابر سرعت فسفرگیری اکسایشی است.
احتمالاً در دوران بسیار کهن که میزان اکسیژن جو کم بوده، این روش، روش تولید انرژی در سلول بوده‌است. در پستانداران اسید لاکتیک توسط کبد می‌تواند دوباره به گلوکز تبدیل شود به این پدیده چرخه کوری می‌گویند.